# Lothar Schämer
Lothar Schämer (Ottowitz, 1940. április 28. – 2017. december 27.) német labdarúgó.

## Pályafutása
Az SV Erzhausen csapatában kezdte a labdarúgást. 1960 és 1973 között az Eintracht Frankfurt labdarúgója volt. Tagja volt az 1963-64-es idényben induló újonnan alapított Bundesligában részt vevő frankfurti csapatnak is. Összesen 216 élvonalbeli Bundesliga mérkőzésen szerepelt és 24 gólt szerzett.

## Sikerei, díjai
Eintracht Frankfurt
- Nyugatnémet bajnokság (Bundesliga)
  - 3.: 1963–64
- Nyugatnémet kupa (DFB-Pokal)
  - döntős: 1964